# Chi Ma Wan Peninsula
Chi Ma Wan Peninsula (kinesiska: 芝麻灣半島, 芝麻湾半岛) är en halvö i Hongkong (Kina). Den ligger i den västra delen av Hongkong. Chi Ma Wan Peninsula ligger på ön Tai Yue Shan.